# 樹黨
樹黨成立於2014年8月10日，曾是中華民國第259個政黨。由長期參與環境保護運動的潘翰聲、潘翰疆、冼義哲及樹木保護、動物保護等公民團體共同發起成立。
2014年9月，投入2014年中華民國地方公職人員選舉推薦20人參選縣市議員、市民代表、鎮長及里長等職，其中包含潘翰聲、潘翰疆兄弟與眾多青年候選人一同參選。
2015年1月，樹黨再次投入2016年中華民國總統副總統及立法委員選舉，推出10席區域立委及2席不分區，其中澎湖縣立法委員候選人冼義哲創下區域立委最年輕參選紀錄（23歲）。
2017年2月，樹黨通過申請正式加入全球綠黨，成為全球綠黨的成員，隨後在英國利物浦舉辦的第四屆全球綠人大會派出16人的代表團。
2019年9月，樹黨因未申報2018年度財報，被內政部裁罰新台幣100萬元罰鍰，成為該次遭處分的65個政黨之一。
2020年4月28日，內政部公告其未依《政黨法》完成補正，宣佈解散政黨。

## 歷史

### 組黨前
2007年初，松菸巨蛋興建地之樹木移植復工，許多樹木被當作「雜木」直接丟棄，在地方居民抗議下，才搶救下384株移往寶湖國中預定地的樹木銀行。而2009年年初，台北市政府以妨礙公務、非法入侵住居等罪名，控告包含潘翰聲在內的六名試圖阻止政府移樹的民眾。潘翰聲批評遠雄與台北市政府的合約是割地賠款」。至今松菸的樹木保存問題仍然周旋中。

2007年8月13日，潘翰聲與臺北縣土城生態保育協會、看守土城愛綠聯盟、反對看守所不當遷移聯盟反對土城埤塘里舊彈藥庫區開發案，並在之後的公聽會上代表居民側與政府周旋。

2008年10月24日，潘翰聲與台北市議員李文英及徐佳青召開記者會批評，台北市政府為舉辦台北國際花卉博覽會，欲移植1,168棵分佈在大圓山地區的美術公園及中山公園的樹木，目的只為興建使用為期半年的水泥展場，辦花博會「砍樹種花」。

2009年初板橋江翠國中興建游泳池、停車場共構案啟動，引發部分居民以及教師不滿，而發動江翠護樹運動。2013年3月時任護樹志工隊總幹事的潘翰疆住在樹上超過50小時，阻止了當時的強制移樹計畫。

2009年4月11日，潘翰聲率領多個環保團體前往汀州路原兒童交通博物館，抗議市府興建「客家文化主題公園」，要大規模移植樹木、建梯田，破壞生態體系，潘翰聲等人在樹上繫上黃絲帶，希望留下老樹，並縮小跨堤平台規模。

2009年9月，因台北市信義區福德街的廣慈博愛院BOT開發案，預定將在年底前移除地上物，及基地內756棵老樹，環保團體組成廣慈綠活社區聯盟，持續向北市府請命。聯盟成員潘翰聲指出，財團只願留下1.6公頃綠地，下方還要蓋停車場，700多棵樹齡超過50年以上的老榕樹，幾乎難逃斷根命運，福德地區依偎山邊，相當適合發展成信義區的森林公園，拱手送給財團開發，「還能指望財團留下老樹嗎？」

2009年10月7日，發起了「搶救徐州路綠色隧道，一棵也不能少！」的連署，潘翰聲表示「老樹不斷根，文化要扎根」，並呼籲建商變更設計。而後在12月7日英文中國郵報的報導中，潘在訪談中表示，在政府許可前，老樹是不能動的。目前由於建商尚未取得公共工程局的書面同意，該老樹未被移植。

2010年1月，中正紀念堂自大忠門至大孝門間約70棵龍柏被圍起施工黃線、樹立看板，已被移走20多棵，目前約30多棵挖掘出將移樹之土球，準備移植，導致部分居民發起連署。潘翰聲、東門護樹志工隊、立委田秋堇等組織及政治人物和附近居民召開記者會，批評中正紀念堂管理處移樹不當、教育部盲目補助經費成幫兇，呼籲立即停工、停止沒必要之景觀美質再造工程，讓生長不易的龍柏全數原地保留。而潘翰聲在記者會上表示，郝市長花，將費時50年長成的老樹景觀破壞、代以短效草本花卉，同時對移樹換水泥、移樹換花卉等政策表示不滿。

2010年3月，大豐國小的一棵高齡樟樹因學校要興建室內體育館而被校方申請移植，大豐國小護樹隊向新店市公所提報，應列管為珍貴樹木。潘翰聲認為，應該將各地的樹保條例提高至中央立法，並透過刑法制定罰責，可避免樹木遭到不當砍伐。 

2010年5月，作家張曉風要求停止開發2008年行政院所核定的國家生技研究園區開發案，使用地為國防部軍備局南港202兵工廠內濕地周圍，潘翰聲強調，不論開發面積縮到多小都會對生態造成衝擊，應朝將該地開發為國家自然公園方向規劃。

2010年5月11日，台北縣雙和護樹聯盟質疑永和市公所將拓建仁愛公園內的600多公尺水泥路，園內樹木遭噴漆標記，憂心將被砍伐。聯盟志工隊總幹事潘翰疆表示，永和市公所將在茂密樹林新闢環狀水泥道，拓寬9條小徑成「散步花道」，嚴重水泥化。
2010年10月初，石雕公園警局砍伐數10棵樹木，潘翰疆與部分居民於10月10日發起護樹黃絲帶祈福活動，並擴大為抗議遊行。

2013年3月28日，新北市政府遷移板橋區江翠國中的32株老榕樹，引發部分愛樹人士不滿，潘翰疆、潘翰聲與王鐘銘與社區居民組成江翠護樹志工團進行護樹運動。潘翰疆在樹上居住12天以表示抗議，隨後遭警方強制送醫。潘翰聲與王鐘銘則在運動中遭到逮捕。
2014年4月24日，台北市光復南路靠近忠孝東路口的202棵行道樹，為配合松菸大巨蛋工程，進行移植作業。部分居民抗議亦抗議遠雄集團所聘僱之工程人員以強硬手法拔除老樹；潘翰疆代表台灣護樹團體聯盟發言人，帶領居民及聲援人群展開護樹活動。

### 組黨後
2014年10月15日，樹黨黨員聲援反核運動，2014年10月15日於臺北地檢署前聲援429反核遊行中被控妨礙公務的三名樹黨成員。
2014年10月15日，臺北市政府召開內湖通檢第一次專案小組會議，於會議前兩天公告，並以「簡報會議」為由拒絕邀請陳情人或團體發言，樹黨前往抗議阻止市府而發生衝突，審議會開始前，樹黨中評會主委陳家宏於會議室內噴灑滅火器，導致會議被迫中斷。16日北市政府另開「全市性保護區處理原則」第2次專案小組會議，會中討論往後北市保護區的開發原則，將影響與保護區相關的爭議開發案如內湖慈濟開發案、北投薇閣小學擴校案，委員張桂林也在會中肯定許多民眾持續關切保護區議題，並提議邀請2位民間專業人士與會。獲主席同意，最終選定洪美惠和潘翰聲擔任學者委員，將可參與後續專案審查。

2014年11月11日，樹黨候選人認為政府應積極保護樹木，主張《台北市樹木保護自治條例》應修正，加以保護其他高齡樹木。
2014年11月13日，樹黨提名的動保里長和市議員候選人支持流浪動物零撲殺，但反對連勝文提出將流浪貓狗南送往雲林縣和嘉義縣的建議，曾前往其競選總部抗議。
2014年12月13日，桃園男子文慶志騎車返家途中遭一棵腐樹砸傷，送醫後重度昏迷，隨即過世。樹黨黨主席潘翰疆表示，桃園至今仍未制訂《樹木保護自治條例》，批評縣府和公所很不負責，另表示全台路樹很少以正確方式種植，隨時都有倒塌危險。
2014年12月16日，樹黨前往立法院召開記者會主張，政黨補助款應針對小黨，而不須再補助給大黨，呼籲「取消政黨補助款門檻並增設補助款的上限。」
2014年12月29日, 綠黨王鐘銘因江翠護樹案被以妨害公務起訴，已二審定讞，判處有期徒刑3個月。樹黨潘翰疆表示，案發時多人被上銬移送並且起訴，最後多以不起訴結案，唯獨王鐘銘被判決有罪，控訴司法迫害。
2015年2月18日，樹黨冼義哲投書自由評論網，說明澎湖縣大倉媽祖文化園區停工之始末。2014年中華民國地方公職人員選舉前，大倉案成為縣長選舉的重要議題，與縣府同政黨的數位參選人表態贊成停建。惟選後縣議會以2,500人無法代表民意為由，通過續建建議案。2015年，澎湖縣出外求學的年輕人展開街頭演講，使縣府宣布停工。
2015年4月27日，台灣團隊開發出家庭式電鍍，計畫在全球招商上市。樹黨質疑，電鍍廢液中的高汙染、高毒性若排入河川或灌溉渠道，將造成嚴重環境浩劫，其表示行政院環保署應效仿加利福尼亞州，嚴格管制電鍍機的使用；開發團隊則應負起企業社會責任，停止開發該汙染商品。
2015年5月1日，樹黨參與雲林縣口湖鄉反對火葬場大遊行。雲林縣口湖鄉成龍村火葬場設置案，引起當地居民反對在口湖濕地設置火葬場，口湖鄉拒設火葬場自救會，召集3,000多人步行抵達口湖鄉公所。
2015年5月30日，時任台北市長柯文哲原定進行上任後首次勘查新庄埤，臨時更該行程將座車開進202兵工廠，引起等候的樹黨、新庄埤守護聯盟人員不滿。樹黨策略長潘翰聲指責軍方將市長帶走，並表示希望市府能儘快徵收土地、開闢公園。
2015年7月9日，土城當地護樹聯盟與居民連同樹黨召開記者會，因土城學府路二段旁的市地重劃區，被發現有以柏油封住路樹的施工行為，要求新北市相關單位處理。
2015年8月20日，樹黨澎湖立委參選人冼義哲召集青年志工，前往金龍頭「情人道、潘安邦故居」等處為老樹繫上絲帶祈福，訴求郵輪碼頭開發案停止、呼籲勿拿老樹林與文化資產換商城、酒店。
2015年9月22日，樹黨、土城護樹者聯盟等團體至土城暫緩發展區質疑新北市未設置樹木保護委員會，拒絕公民團體及外部專家參與移植審議。
2015年10月22日，樹黨在新北市府前抗議時任新北市長朱立倫，毀諾參選第14任中華民國總統，並要求返還其參選新北市長時的選舉補助款。
2015年12月7日，樹黨立委參選人李柏融認為震南鐵線公司及高雄市政府分涉及環評法和圖利罪，前往臺灣高雄地方檢察署按鈴申告。李表示，震南鐵線公司製作螺絲、螺帽時，會產生酸性廢水，間接排入二仁溪，影響農漁用水，對環境將有重大影響，批評期多項作業已違反《環境影響評估法》。
2017年12月7日，《政黨法》正式實施，規定過去依《人民團體法》備案的政黨與政治團體，其組織、章程及相關事項應於政黨法施行後2年內（至2019年12月7日）補正，限期補正仍不符規定者，得廢止其備案。
2018年5月12日，綠黨與樹黨於新竹縣與新竹市成立「綠樹雙聯盟」，喊出「綠樹雙聯盟、新竹超實力」的口號，期待藉由議題合作跟區域結盟，能夠以大新竹的生活圈為基礎，共同推動實質監督、優質問政的代議政治新氣象。
2018年10月24日，社會民主黨、綠黨、樹黨、基進黨組成「無限可能大聯盟」，用無限的數學符號象徵無限可能，向社會大眾宣示「不買票、不收紅包、不包工程、不作人生攻擊」，秉持清新、正能量、陽光和希望的改革政理，要讓年輕人對政治燃起熱情，提倡「世代正義，庶民青年」，打一場翻轉世代的清白選戰。
2019年9月，因未申報2018年度財報，被中華民國內政部裁罰新台幣100萬元，成為該次遭處分的65個政黨之一。
2019年12月24日，經內政部提請政黨審議會審議，決議給予4個月補正期，函請當時尚未完成補正的230個政黨，限期於文到4個月內完成補正。
2020年4月29日，內政部公告該樹黨、信心希望聯盟等各政黨未依《政黨法》補正，公告廢止其政黨政治團體身份，並發文請該組織進行財產清算。

## 參選狀況

### 2014年
樹黨候選人多半是青年或素人，女性佔6成。因有三位候選人在選戰過程遭樹黨開除黨籍，2014年參選人數降為17人。
2014年中華民國地方公職人員選舉
| 參選地區 | 參選地區         | 公職     | 候選人 | 得票數 | 得票率 | 結果 |
| -------- | ---------------- | -------- | ------ | ------ | ------ | ---- |
| 台北市   | 內湖區、南港區   | 市議員   | 余筱菁 | 3,527  | 1.61%  | -    |
| 台北市   | 松山區、信義區   | 市議員   | 潘翰疆 | 4,387  | 1.82%  | -    |
| 台北市   | 中山區、大同區   | 市議員   | 鄭惠齡 | 4,401  | 2.23%  | -    |
| 台北市   | 中正區、萬華區   | 市議員   | 林佳諭 | 9,965  | 5.12%  | -    |
| 台北市   | 大安區、文山區   | 市議員   | 潘翰聲 | 8,623  | 2.80%  | -    |
| 台北市   | 內湖區東湖里     | 里長     | 黃婷筠 | 296    | 6.40%  | -    |
| 台北市   | 大安區大學里     | 里長     | 何承翰 | 861    | 18.46% | -    |
| 台北市   | 中正區南門里     | 里長     | 陳曉雯 | 325    | 21.26% | -    |
| 新北市   | 中和區景安里     | 里長     | 黃雅婕 | 126    | 4.58%  | -    |
| 新竹縣   | 竹北市第一選區   | 市民代表 | 高民晟 | 1,336  | 6.34%  | -    |
| 新竹縣   | 竹北市第二選區   | 市民代表 | 許育綸 | 2,326  | 9.79%  |      |
| 苗栗縣   | 後龍鎮、竹南鎮   | 縣議員   | 林一方 | 3,819  | 5.25%  | -    |
| 南投縣   | 集集鎮           | 鎮長     | 陳紀衡 | 4,061  | 58.52% |      |
| 嘉義市   | 嘉義市東區       | 市議員   | 蔡尚媞 | 1,216  | 1.89%  | -    |
| 嘉義市   | 嘉義市東區太平里 | 里長     | 陳盅禓 | 356    | 13.81% | -    |
| 台南市   | 東區             | 市議員   | 潘靜竹 | 2,172  | 2.51%  | -    |

### 2016年

#### 不分區立委
- 樹黨政黨票為18號。

| 順序 | 候選人 | 經歷 | 得票數 | 得票率 | 結果   |
| ---- | ------ | --- | ------ | ------ | ------ |
| 1    | 潘翰聲 | 台北市國小家長會聯合會理事(大直國小會長)、蔬食抗暖化聯盟發起人、全國氣候變遷會議第一分組(防災)民間代表、石虎保育聯盟發起人、樹黨策略長、主辦第二屆亞太綠人大會在台北 | －     | －%    | 未當選 |
| 2    | 邱馨慧 | 現任呷米友善有限公司負責人、曾任台灣蠻野心足生態協會研究員、第三屆全球綠人大會台灣團代表                                                                             | －     | －%    | 未當選 |

#### 區域立委
| 公布日期       | 參選選區         | 號次 | 候選人 | 職業/身份                                                                                                 | 得票數 | 得票率 | 結果   |
| -------------- | ---------------- | ---- | ------ | --- | ------ | ------ | ------ |
| 2015年6月25日  | 臺北市第六選舉區 | 1    | 陳家宏 | 群暉科技研發工程師、京晨科技研發工程師、政戰官科中正預校預官排長、反大巨蛋BOT案護樹帳篷工程師、樹黨中評委 | 1,986  | 1.24%  | 未當選 |
| 2015年7月7日   | 澎湖縣選舉區     | 1    | 冼義哲 | 青年佔領政治發起人、馬公高中辯論社創辦社長、樹黨中執委、黨主席                                            | 1,523  | 3.65%  | 未當選 |
| 2015年8月26日  | 新北市第六選舉區 | 2    | 李建明 | 青年佔領政治農業部主任、樹黨秘書長                                                                        | 1,816  | 1.24%  | 未當選 |
| 2015年9月2日   | 連江縣選舉區     | 3    | 蘇柏豪 | 先天小耳症患者、公民記者豪豬台台長、樹黨行銷長、電腦公司負責人、曾任羅慧夫顱顏基金會志工                  | 506    | 11.77% | 未當選 |
| 2015年9月25日  | 桃園縣第二選舉區 | 1    | 陳佩俞 | 中華映管高級工程師、友達光電研發高級工程師、匯頂電腦\匯開材料研發研發經理、廣輝電子建廠工程師﹑副理       | 3,270  | 1.83%  | 未當選 |
| 2015年11月24日 | 新北市第一選舉區 | 2    | 蘇通達 | 知名製作人與編曲家﹑金曲獎"我身騎白馬"多項入圍、葛萊梅獎提名                                              | 5,114  | 2.47%  | 未當選 |
| 2015年11月24日 | 新北市第三選舉區 | 7    | 姚胤宏 | 清大資工肄業、自由軟體工程師                                                                              | 1,314  | 0.74%  | 未當選 |
| 2015年11月25日 | 臺北市第五選舉區 | 7    | 尤瑞敏 | 軍冤案蔡學良母親                                                                                          | 4,506  | 2.70%  | 未當選 |
| 2015年11月27日 | 高雄市第二選舉區 | 4    | 李柏融 | 茄萣鄉第十四屆鄉民代表、茄萣鄉第三十屆調解委員、現任高雄市茄萣社服協會理事長、曾任兩屆茄萣國中家長會長    | 1,733  | 0.99%  | 未當選 |
| 2015年11月27日 | 雲林縣第一選舉區 | 3    | 林富源 | 藝術工作者                                                                                                | 5,642  | 3.47%  | 未當選 |
| 2015年11月27日 | 雲林縣第二選舉區 | 2    | 張佳偉 | 「抗PM2.5」青年行動委員會召集人、電影製作人                                                               | 2,814  | 1.58%  | 未當選 |

#### 選舉結果
- 區域立委席次：0席
- 不分區立委席次：0席
- 政黨票：77,174張
- 得票率：0.6331%
- 結果：未當選

## 外部連結
- 樹黨的Facebook專頁
- YouTube上的樹黨頻道